# Vinicius Rangel
Vinicius Rangel Costa (ur. 26 maja 2001 w Cabo Frio) – brazylijski kolarz szosowy.

## Osiągnięcia
Opracowano na podstawie:
2018
- 2. miejsce w mistrzostwach Brazylii juniorów (jazda indywidualna na czas)
- 2. miejsce w mistrzostwach Brazylii juniorów (start wspólny)

2019
- 3. miejsce w mistrzostwach panamerykańskich juniorów (jazda indywidualna na czas)
- 3. miejsce w mistrzostwach panamerykańskich juniorów (start wspólny)

## Rankingi
| Rok              | 2020  | 2021  | 2022 | 2023  | 2024  |
| ---------------- | ----- | ----- | ---- | ----- | ----- |
| World Ranking    | 1693. | 1042. | 819. | 1393. | 2521. |
| UCI America Tour | 159.  | 149.  | 77.  | -     | -     |
|                  |       |       |      |       |       |
| Źródło: UCI      |       |       |      |       |       |